# اسماعیل احمد اسماعیل
اسماعیل احمد اسماعیل (انگلیسی: Ismail Ahmed Ismail؛ زادهٔ ۱ نوامبر ۱۹۸۴) ورزشکار دو و میدانی اهل سودان است. وی در مسابقات کشوری و بین‌المللی در مجموع برندهٔ ۱ مدال طلا، ۲ مدال نقره شده‌است.